# Avro Vulcan
Avro 698 Vulcan – brytyjski odrzutowy, poddźwiękowy bombowiec strategiczny skonstruowany w zakładach Avro, pierwszy w historii bombowiec odrzutowy w układzie delta. Używany przez Royal Air Force w latach 1957–1984, był jednym z trzech tzw. bombowców „V”, tworzących podczas zimnej wojny lotniczy komponent brytyjskich sił odstraszania nuklearnego.

## Projekt i prototypy
W 1947 brytyjskie Ministerstwo Obrony postawiło firmom lotniczym wymagania opracowania bombowca o prędkości 930 km/h, pułapie operacyjnym 15 000 m, zasięgu 5500 km i udźwigu bomb 4500 kg. Prace podjęto w firmach Avro, Vickers i Handley Page. Doprowadziły one następnie do powstania trzech bombowców serii „V” – Vickers Valiant, Handley Page Victor i Avro Vulcan.
W zakładach Avro, prace projektowe zostały rozpoczęte jeszcze przez zmarłego w katastrofie w 1947 głównego projektanta Roya Chadwicka. Wybrał on dla swojego projektu niekonwencjonalny wówczas układ delta. Układ ten przetestowano na zbudowanym w 1948 pomniejszonym jednomiejscowym samolocie eksperymentalnym Avro 707, oblatanym 4 września 1949. Pierwszy prototyp pełnowymiarowego bombowca, który otrzymał oznaczenie Avro 698, został oblatany 30 sierpnia 1952 roku. W następnym roku nadano mu nazwę Vulcan. Układ delta zapewniał mu zwartość konstrukcji i dużą manewrowość, przy dobrych własnościach lotnych przy prędkościach okołodźwiękowych.

## Służba
Pierwszy samolot seryjny wersji Vulcan B.1 (Bomber Mark 1) został oblatany 4 lutego 1955. Królewskie Siły Powietrzne (RAF) otrzymały pierwszy egzemplarz samolotu numer XA897 w lipcu 1956 roku, jednak 1 października uległ on katastrofie na lotnisku w Londynie. Kolejne samoloty były dostarczane do jednostek bojowych od lipca 1957 roku. Najpierw do 83. Eskadry. Od 1960, 28 samolotów B.1 zostało wyposażonych w nowsze silniki Olympus 104 i urządzenia przeciwdziałania radioelektronicznego (ECM), otrzymując oznaczenie B.1A.
W 1960 wszedł do służby wariant B.2. Miał on nieco większe skrzydła, mocniejsze silniki i lepsze osiągi od B.1. Otrzymał też bogatsze wyposażenie przeciwdziałania radioelektronicznego. Odróżniał się on wyraźniejszymi wgięciami na krawędzi natarcia skrzydeł w celu zmniejszenia turbulencji i wydłużonymi wygiętymi końcówkami skrzydeł. Ostatni Vulcan został dostarczony w styczniu 1965. Wyprodukowano łącznie 134 samoloty (45 sztuk B.1 i 89 sztuk B.2, w tym 26 B.2A). W 1973 roku osiem maszyn przebudowano na samoloty rozpoznawcze Vulcan B.2(MRR) (lub SR.2).

### Arsenał nuklearny
Jako część brytyjskich sił odstraszania nuklearnego Vulcan początkowo przenosił pierwszą brytyjską bombę atomową Blue Danube o mocy 20 kiloton. Następnie stosowano bombę wodorową Yellow Sun (moc 500 kt – 1 Mt) lub mniejszą taktyczną bombę atomową Red Beard (moc 15-25 kt). W 1961 roku 26 vulcanów wersji B.2A zostało uzbrojonych w pocisk rakietowy powietrze-ziemia Blue Steel z głowicą nuklearną. Samoloty z tymi pociskami osiągnęły gotowość w lutym 1963 roku. Kiedy w roku 1969 wycofano pociski Blue Steel, a program ich zastąpienia przez pociski Skybolt ALBM anulowano, pozostały jedynie samoloty uzbrojone w bomby, aczkolwiek bomby nie były już wówczas skutecznym środkiem odstraszania nuklearnego. W tym okresie wycofano również samoloty wersji B.1A.
Od 1963 roku, na skutek wzrastającej skuteczności rakiet przeciwlotniczych przeciw celom na dużej wysokości, charakter misji vulcanów zmienił się z szybkich lotów na dużym pułapie na loty nad ziemią z omijaniem przeszkód terenowych. Samoloty wówczas otrzymały dwukolorowy kamuflaż szaro-zielony.

### Bombowiec konwencjonalny
W 1966 vulcany dostosowano także do roli bombardowania konwencjonalnymi bombami. Mogły one przenosić 21 bomb o masie po 454 kg. Jedyne bojowe zastosowanie vulcanów miało miejsce w 1982 podczas wojny o Falklandy z Argentyną, w ramach operacji „Black Buck”. Vulcany wówczas wykonały 7 lotów bojowych z Wyspy Wniebowstąpienia. Celem ataków biorących w nich udział pojedynczych samolotów, były lotniska oraz radar w Stanley, na Falklandach. Atakowano je klasycznymi bombami oraz pociskami przeciwradarowymi AGM-45 Shrike. W tym czasie były to najdłuższe loty bojowe na świecie, o długości aż 6300 km w jedną stronę, wymagające wielokrotnego tankowania w powietrzu przez tankowce Victor. Pierwsza misja miała miejsce z 30 kwietnia na 1 maja. Ataki te miały wprawdzie znaczenie głównie psychologiczne, nie militarne, udowodniły jednak możliwość zaatakowania w ten sposób Argentyny. Szósta misja skończyła się przymusowym lądowaniem w Brazylii z powodu braku paliwa. Podczas wojny o Falklandy przebudowano (w krótkim czasie 51 dni) także 6 vulcanów na powietrzne tankowce Vulcan K.2.
Ostatnią operacyjną eskadrę vulcanów rozwiązano w marcu 1984 roku, kilka sztuk latało jeszcze później w celach pokazowych. Obecnie w muzeach na świecie pozostaje 21 vulcanów. Ostatni latający egzemplarz, nazwany „The Spirit of Great Britain” (oblatany 25 maja 1960 roku), odbył swój ostatni pożegnalny lot 28 października 2015 roku. W trakcie tego wydarzenia samolot przebył 1600 km wokół charakterystycznych punktów Wielkiej Brytanii. Na trasie przelotu zgromadziło się ok. 300 tys. widzów. Samolot po zakończeniu służby jest utrzymywany w stanie umożliwiającym kołowanie po pasie startowym przez fundację Vulcan to the Sky.

## Opis techniczny
Metalowy średniopłat w układzie delta, bez usterzenia poziomego. Skos skrzydeł ok. 50°. Załoga 5-osobowa w ciśnieniowej kabinie z przodu (dwóch pilotów, nawigator, operator radaru i operator urządzeń elektronicznych). Obaj piloci dysponują fotelami katapultowymi. Uzbrojenie w komorze bombowej w kadłubie (pocisk Blue Steel częściowo wystawał z komory).
Napęd: 4 silniki odrzutowe Bristol Siddeley Olympus umieszczone u nasady skrzydeł, wloty powietrza w skrzydłach. Stosowano silniki: Olympus 101 (ciąg 4990 kg), Olympus 102 (ciąg 5443 kg), Olympus 104 (ciąg 6123 kg) – wersja B.1; Olympus 201 (ciąg 7711 kg) – wersja B.2 i B.2A; Olympus 301 (ciąg 9072 kg) – wersja B.2.

## Galeria

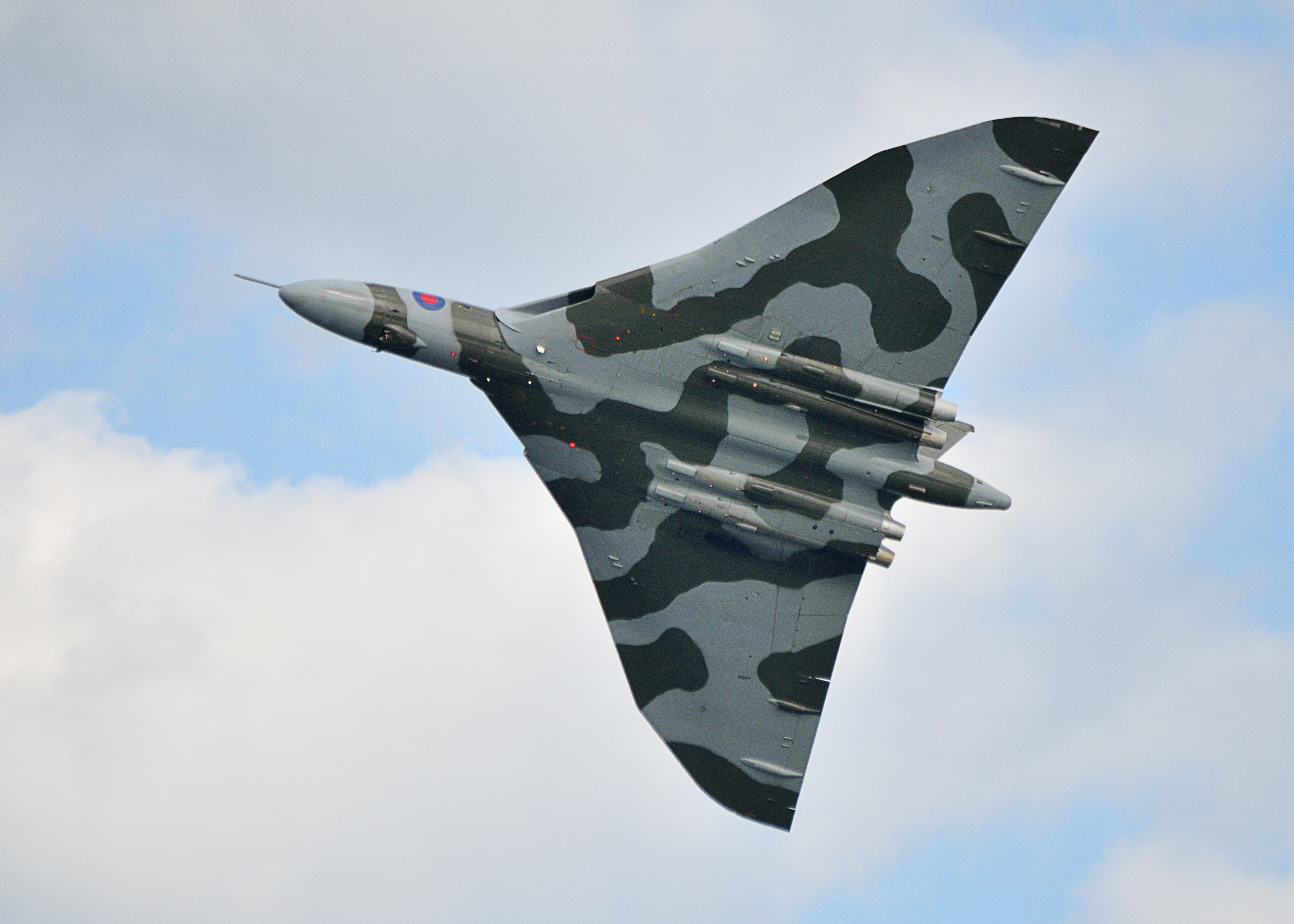
Widok od spodu
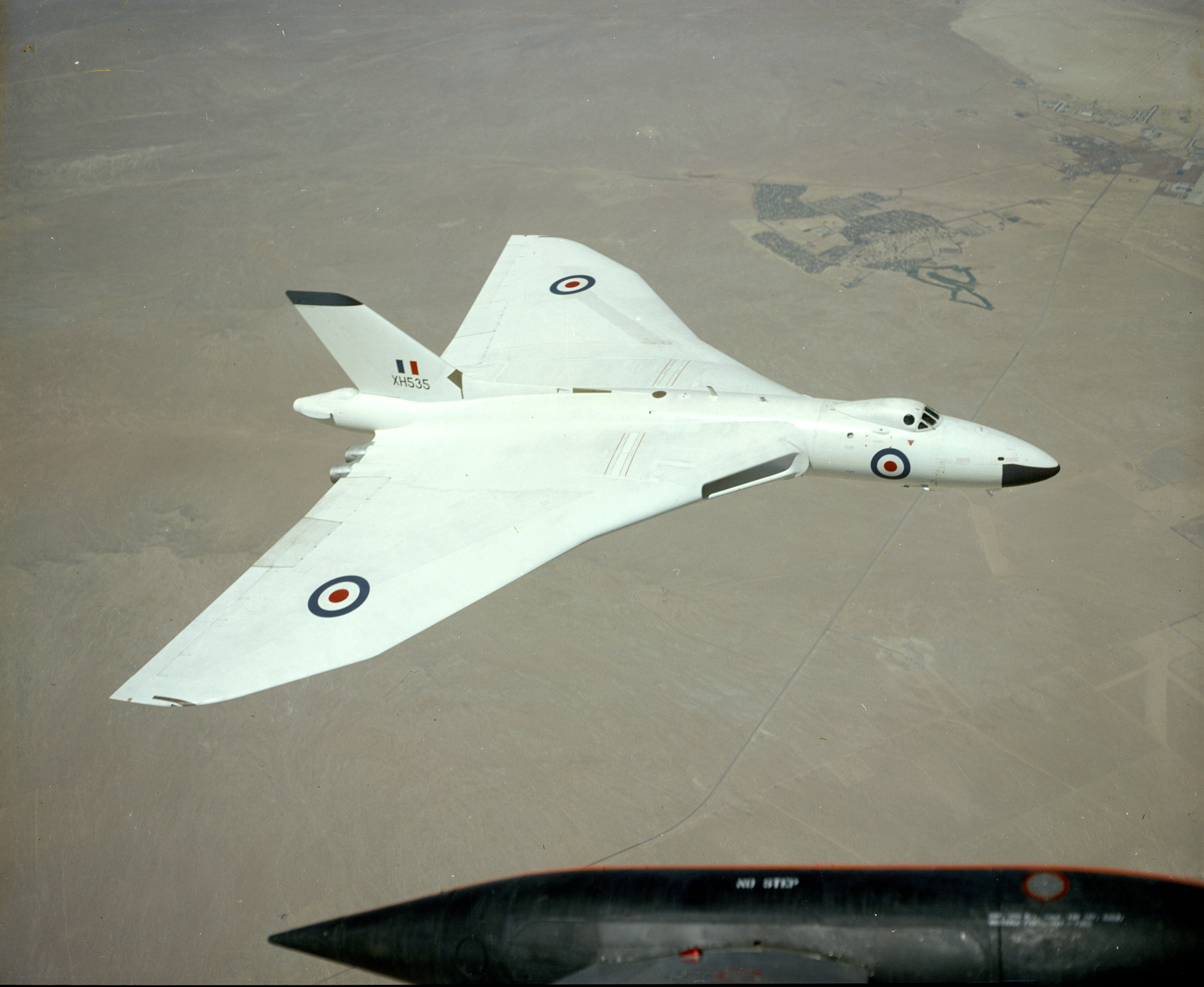
Vulcan w locie, w pierwotnym malowaniu, 1961 r.
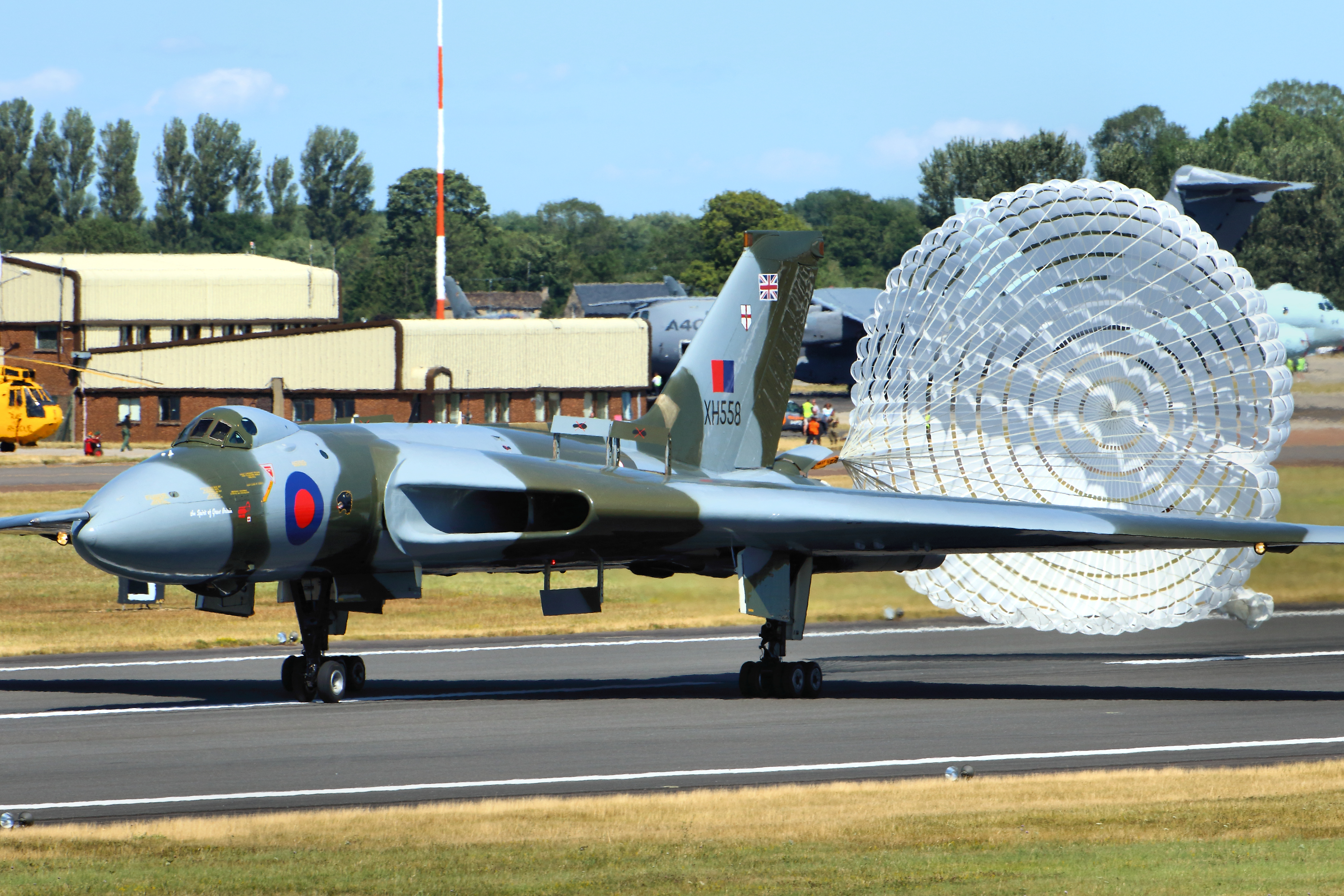
Vulcan podczas lądowania
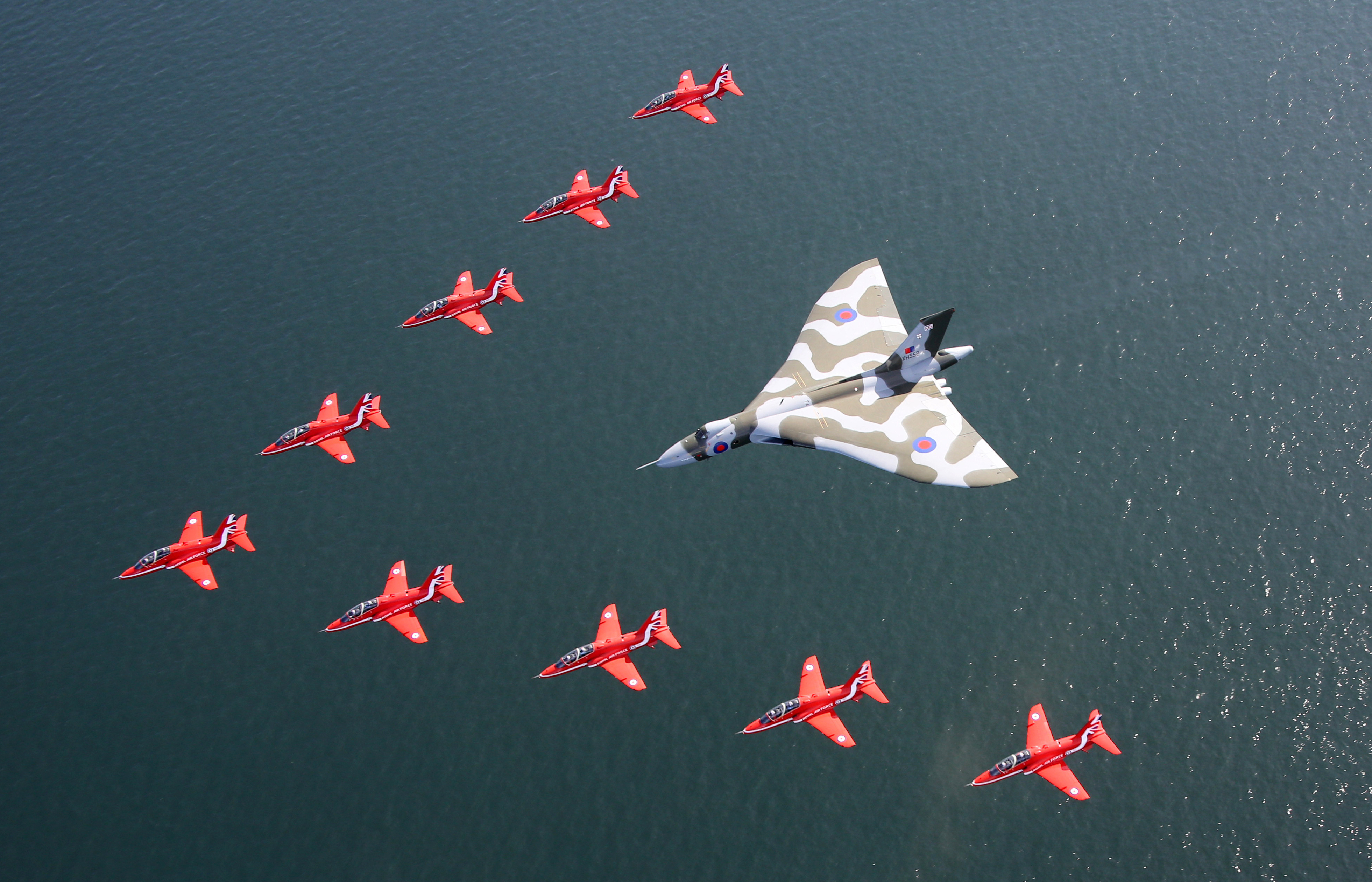
Vulcan podczas defilady lotniczej wraz z samolotami zespołu akrobacyjnego Red Arrows